# بوشکووو
بوشکووو (به لهستانی:  Boszkowo) یک روستا در لهستان است که در گمینا وووشاکوویتسه واقع شده‌است. بوشکووو ۲۰۰ نفر جمعیت دارد.